# Hemiodus atranalis
Hemiodus atranalis är en fiskart som först beskrevs av Fowler, 1940.  Hemiodus atranalis ingår i släktet Hemiodus och familjen Hemiodontidae. Inga underarter finns listade i Catalogue of Life.